# Ligne de tramway 516/2
Pour les articles homonymes, voir Ligne 516.
Ne doit pas être confondu avec ligne 561/1 Bastogne - Marche-en-Famenne.
La ligne 516/2 est une ancienne ligne de tramway vicinal de la Société nationale des chemins de fer vicinaux (SNCV) qui reliait Bastogne à Martelange.

## Histoire
La ligne est fermée le 6 septembre 1954.